# Орден Преданности
Орден Преданности — государственная награда Сирийской Арабской Республики.

## История
Орден Преданности был основан законодательным декретом от 4 июля 1953 года за № 163 в пяти классах с целью вознаграждения военнослужащих вооружённых сил и гражданских служащих за проявленные акты мужества и преданности, за производительный труд на благо Родины, а также, как минимум, пяти лет искренней и верной службы. К награде могли быть представлены иностранные граждане.
Награждение, как правило, производилось последовательно, от низшего класса к высшему.
В 1955 и 1956 годах в статут награды вносились изменения.
При наименовании ордена нередко использовались неофициальные названия: «Орден Верности» и «Медаль Лояльности».

## Степени
Орден имеет пять классов:
| Орденские планки | Орденские планки  | Орденские планки | Орденские планки | Орденские планки | Орденские планки |
| ---------------- | ----------------- | ---------------- | ---------------- | ---------------- | ---------------- |
| Период           | Специальный класс | Первый класс     | Второй класс     | Третий класс     | Четвёртый класс  |
| 1953-~1980       |                   |                  |                  |                  |                  |
| с ~1980          |                   |                  |                  |                  |                  |

## Описание
Размер знака зависит от класса ордена, изготавливается из бронзы для низших классов и серебра – для высших. 

### Специальный класс
Знак ордена — серебряная пятиконечная звезда с штралами между лучами в виде заострённого двугранного лучика, лучи которой покрыты углубленным орнаментом, заполненным зелёной эмалью. За лучами звезды выступающая группа из трёх двугранных заострённых лучиков. В центре пятиугольник с надписью на арабском языке: «Честь и верность». Звезда наложена на венок, состоящий из двух оливковых ветвей зелёной эмали с видимыми плодами красной эмали.
Реверс знака без орнамента, в центральном пятиугольнике надпись на арабском языке: «Сирийская Республика».
Знак носится в виде нагрудной звезды.
Диаметр звезды 40 мм.

### Первый класс
Знак ордена — серебряная пятиконечная звезда, лучи которой покрыты углубленным орнаментом, заполненным зелёной эмалью. В центре пятиугольник с надписью на арабском языке: «Честь и верность». Звезда наложена на серебряный венок, состоящий из двух оливковых ветвей с видимыми плодами.
Реверс знака без орнамента, в центральном пятиугольнике надпись на арабском языке: «Сирийская Республика».
Диаметр звезды 46 мм.
Знак при помощи кольца крепится к шейной орденской ленте.
Орденская лента шёлковая муаровая шириной 36 мм., состоящая из трёх равновеликих полос чёрного, белого и красного цвета.

### Второй класс
Знак ордена — серебряная пятиконечная звезда, лучи которой покрыты углубленным орнаментом, заполненным зелёной эмалью. В центре пятиугольник с надписью на арабском языке: «Честь и верность». Звезда наложена на серебряный венок, состоящий из двух оливковых ветвей с видимыми плодами.
Реверс знака без орнамента, в центральном пятиугольнике надпись на арабском языке: «Сирийская Республика».
Диаметр звезды 40 мм.
Знак при помощи звена, в виде двух серебряных оливковых веточек крепится к нагрудной орденской ленте с накладкой в виде лавровой веточки.
Орденская лента шёлковая муаровая, состоящая из трёх равновеликих полос чёрного, белого и красного цвета.

### Третий и четвёртый класс
Знак ордена — бронзовая пятиконечная звезда, лучи которой покрыты выступающим орнаментом. В центре пятиугольник с надписью на арабском языке: «Честь и верность». 
Реверс знака без орнамента, в центральном пятиугольнике надпись на арабском языке: «Сирийская Республика».
Диаметр звезды 40 мм.
Знак при помощи звена, в виде двух серебряных оливковых веточек крепится к нагрудной орденской ленте с накладкой в виде пятиконечной звёздочки, золотой для третьего класса и серебряной — для четвёртого.
Орденская лента шёлковая муаровая, состоящая из трёх равновеликих полос чёрного, белого и красного цвета.

### Лента
На год учреждения орденская лента соответствовала цветам государственного флага Сирийской Республики, то есть состояла из трёх равновеликих полос чёрного, белого и зелёного цветов. 
С окончательным принятием в 1980 году государственного флага с другой расцветкой, поменялись цвета и орденской ленты — зелёная полоска была заменена на красную.